# De Crăciun nu stăm acasă!
De Crăciun nu stăm acasă! (titlu original: Four Christmases) este un film de Crăciun de comedie de dragoste american și german din 2008 regizat de Seth Gordon. Rolurile principale au fost interpretate de actorii Vince Vaughn și Reese Witherspoon; cu Sissy Spacek, Mary Steenburgen, Robert Duvall, Jon Voight, Jon Favreau, Tim McGraw, Dwight Yoakam și Kristin Chenoweth în rolurile secundare. Este cunoscut ca Four Holidays în Australia și Noua Zeelandă și ca Anywhere But Home în Țările de Jos, Norvegia, Emiratele Arabe Unite și Africa de Sud. Este primul film de lungmetraj produs într-un studio  al regizorului Seth Gordon. A fost lansat pe DVD și discuri Blu-ray  la 24 noiembrie 2009.

## Prezentare
Un cuplu încearcă să-și vizite toți cei patru părinți divorțați în ziua de Crăciun.

## Distribuție
- Vince Vaughn - Bradford 'Brad' McVie, fostul Orlando McVie.
- Reese Witherspoon - Kate
- Robert Duvall - Howard McVie, tatăl lui Brad
- Sissy Spacek - Paula, mama lui Brad
- Jon Voight - Creighton, tatăl lui Kate
- Mary Steenburgen - Marilyn,  mama lui Kate
- Kristin Chenoweth - Courtney, sora lui Kate
- Jon Favreau - Denver McVie, fratele lui Brad
- Tim McGraw - Dallas McVie, fratele lui Brad
- Katy Mixon - Susan McVie, soția lui Denver
- Dwight Yoakam - Pastor Phil
- Carol Kane - mătușa Sarah
- Colleen Camp - mătușa Donna
- Jack Donner - bunicul
- Steve Wiebe - Jim
- Skyler Gisondo - Connor McVie
- Patrick Van Horn - Darryl, tatăl vitreg și cel mai bun prieten al lui Brad.
- Brian Baumgartner - Eric
- Cedric Yarbrough - Stan
- Creagen Dow - Sheep
- Zachary Gordon - Kid In Jump-Jump (cameo)
- Noah Munck - copil țipând

Unul dintre producătorii executivi ai filmului, Peter Billingsley, care a avut un rol principal ca Ralphie în filmul din 1983 Poveste de Crăciun, are rolul unui agent de bilete de avion.